# Álgebra de Kleene
Em matemática, uma álgebra de Kleene pode se referir a dois conceitos. Pode ser um reticulado distribuído limitado com uma involução que satisfaz os teoremas de De Morgan e {\displaystyle (x\wedge \sim x)\leq (y\vee \sim y)}. Logo, toda a álgebra booleana é uma álgebra de Kleene, mas a maioria das álgebras de Kleene não são álgebras booleanas. Assim como álgebras booleanas estão relacionadas à lógica proposicional clássica, as álgebras de Kleene estão relacionadas à lógica ternária. Também pode ser uma estrutura algébrica que generaliza as operações conhecidas através das expressões regulares.
Seu nome é uma referência ao matemático estado-unidense Stephen Cole Kleene, que, entretanto, não foi o responsável por sua definição. Ele introduziu as expressões regulares e questionou um conjunto completo de axiomas que permitiriam a derivação de todas as equações entre expressões regulares. O problema foi estudado originalmente por John Horton Conway com o nome de álgebras regulares. os axiomas das álgebras de Kleene resolvem o problema, como demonstrado por Dexter Kozen.

## Definição
Várias definições não equivalentes de álgebras de Kleene estão presentes na literatura.

### Ponto de vista das expressões regulares
Uma álgebra de Kleene é um conjunto A com duas operações binárias + ({\displaystyle a+b}) e · ({\displaystyle ab}) e um operador unário * (fecho de Kleene; {\displaystyle a*}), de forma que os seguintes axiomas sejam satisfeitos:
- Associatividade de + e ·: {\displaystyle \forall a,b,c\in A{\begin{cases}a+(b+c)=(a+b)+c\\a(bc)=(ab)c\\\end{cases}}}
- Comutatividade de +: {\displaystyle \forall a,b\in A\quad a+b=b+a}
- Distributividade: {\displaystyle \forall a,b,c\in A{\begin{cases}a(b+c)=(ab)+(ac)\\(b+c)a=(ba)+(ca)\\\end{cases}}}
- Elementos neutros de + e ·: {\displaystyle {\begin{cases}\exists 0\in A\forall a\in A\quad a+0=0+a=a\\\exists 1\in A\forall a\in A\quad a1=1a=a\\\end{cases}}}
- {\displaystyle \forall a\in A\quad a0=0a=0}

Os axiomas acima definem um semianel. Há ainda outros requisitos:
- Idempotência de + : {\displaystyle \forall a\in A\quad a+a=a}

De acordo com os axiomas acima, pode-se concluir que uma álgebra de Kleene é um semianel idempotente. Agora é possível definir uma ordem parcial ≤ em A definindo a ≤ b se e somente se a + b = b (ou equivalentemente: a ≤ b se e somente se existe um x em A de forma que a + x = b). Com tal ordem pode-se formular os últimos axiomas da operação *:
- {\displaystyle \forall a\in A\quad 1+aa^{*}\leq a^{*}}
- {\displaystyle \forall a\in A\quad 1+a^{*}a\leq a^{*}}
- {\displaystyle \forall a,x\in A,ax\leq x\to a^{*}x\leq x}
- {\displaystyle \forall a,x\in A,xa\leq x\to xa^{*}\leq x}

### Ponto de vista dos reticulados
Seja um reticulado L que satisfaz os teoremas de De Morgan com um operador unário ~ em que {\displaystyle (x\wedge \sim x)\leq (y\vee \sim y)}. Interpretando-se ' como ~, qualquer álgebra booleana também é uma álgebra de Kleene, mas a recíproca não é verdadeira.

## Exemplos
Seja Σ um conjunto finito (um alfabeto) e A o conjunto de todas as expressões regulares em Σ. Considera-se que duas dessas expressões regulares são iguais se elas descrevem a mesma linguagem. então A forma uma álgebra de Kleene.
Seja Σ um alfabeto e A o conjunto de todas as linguagens regulares em Σ (ou o conjunto de todas as linguagens livres de contexto em Σ; ou o conjunto de todas as linguagens recursivas em Σ; ou o conjunto de todas as linguagens em Σ). Então a união (+) e a concatenação (·) de dois elementos de A também pertence a A, assim como o fecho de Kleene aplicado a qualquer elemento de A. Obtém-se uma álgebra de Kleene A com 0 sendo o conjunto vazio e 1 sendo o conjunto que somente contém o conjunto vazio.
Seja M um monóide com elemento neutro e e seja A um conjunto de todos os subconjuntos de M. Para dois desses subconjuntos S e T, seja S + T a união de S e T e o conjunto ST = {st : s em S e t em T}. S* é definido como o submonóide de M gerado por S, que pode ser descrito como {e} ∪ S ∪ SS ∪ SSS ∪ ... Logo, A forma uma álgebra de Kleene com 0 sendo o conjunto vazio e 1 sendo {e}.
Toda álgebra booleana com operações {\displaystyle \lor } e {\displaystyle \land } torna-se uma álgebra de Kleene se for usado {\displaystyle \lor } como +, {\displaystyle \land } como · e a* = 1 para todo a.